# Atriplex vesicaria
Atriplex vesicaria är en amarantväxtart som beskrevs av Heward och George Bentham. Atriplex vesicaria ingår i släktet fetmållor, och familjen amarantväxter. Inga underarter finns listade i Catalogue of Life.

## Bildgalleri

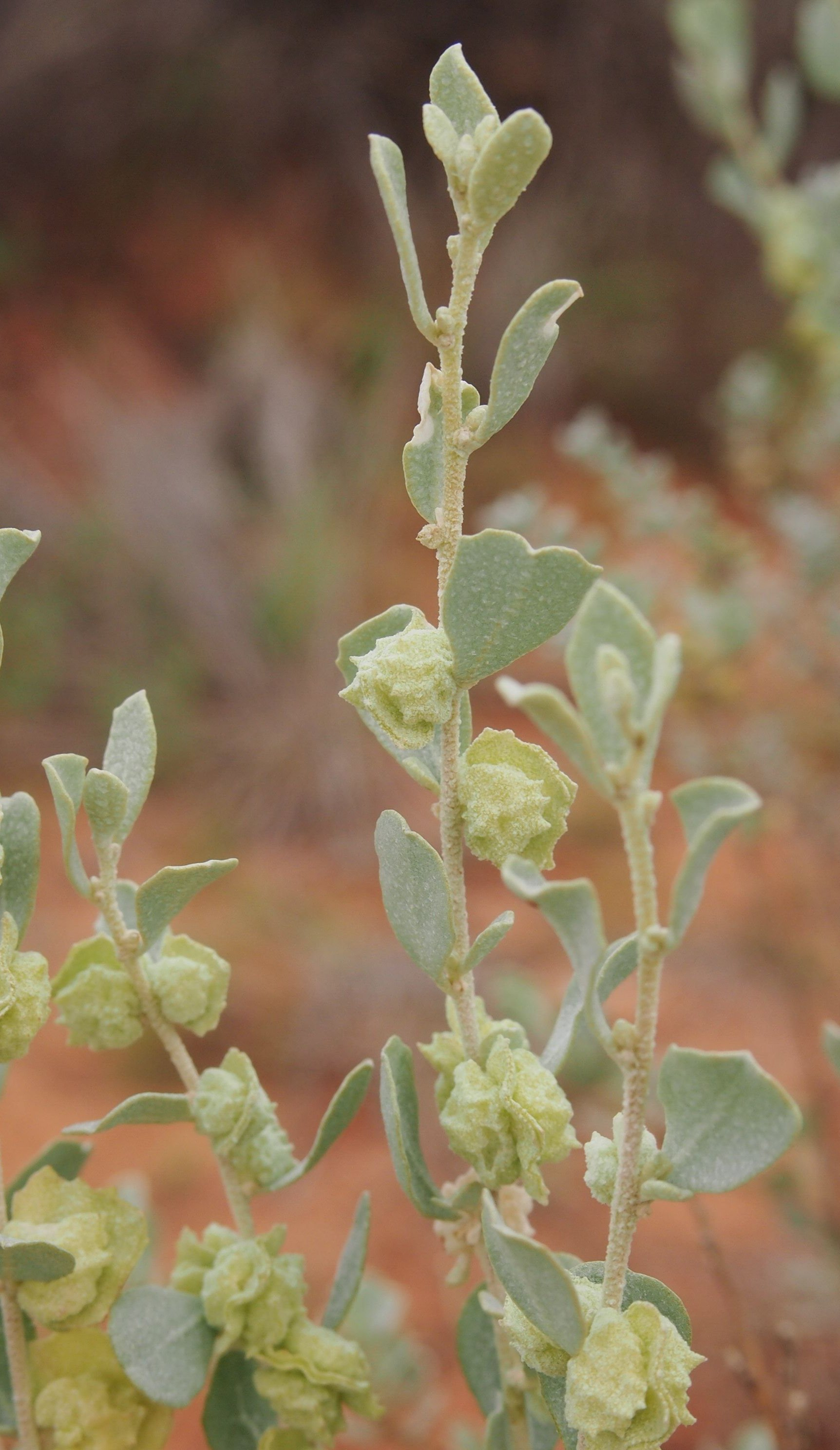